# Nihon Hidankyo
Nihon Hidankyo (日本被団協) este numele sub care este cunoscută Confederația japoneză a organizațiilor victimelor bombelor A și H  (日本原水爆被害者団体協議会 Nihon gensuibaku higaisha dantai kyōgi-kai?). Înființată la 10 august 1956 și formată din hibakusha, organizația a avut ca misiune inițială aceea de a determina guvernul japonez să aloce drepturi persoanelor afectate. În prezent, se concentrează pe acțiunile de denunțare a utilizării industriei nucleare, în principal a bombelor și testelor, și a finanțării acesteia.
În 2024, organizației i-a fost decernat Premiul Nobel pentru Pace „pentru eforturile sale de a obține o lume liberă de arme nucleare și pentru că a demonstrat, prin mărturii directe, că armele nucleare nu mai trebuie folosite niciodată din nou”.
Activitățile confederației au inclus furnizarea de mii de relatări de martori, emiterea de rezoluții și apeluri publice și trimiterea de delegații anuale către diverse organizații internaționale, inclusiv Națiunile Unite, pentru a pleda pentru dezarmarea nucleară globală.